# بادي مايلز
بادي مايلز (بالإنجليزية: Buddy Miles)‏ هو موسيقي أمريكي، ولد في 5 سبتمبر 1947 في أوماها في الولايات المتحدة، وتوفي في 26 فبراير 2008 في أوستن في الولايات المتحدة بسبب قصور القلب.

## وصلات خارجية
- الموقع الرسمي
- بادي مايلز على موقع IMDb (الإنجليزية)
- بادي مايلز على موقع ميوزك برينز (الإنجليزية)
- بادي مايلز على موقع أول ميوزيك (الإنجليزية)
- بادي مايلز على موقع ديسكوغز (الإنجليزية)
- بادي مايلز على موقع قاعدة بيانات الفيلم (الإنجليزية)